# Dr. A.H. Heinekenprijs

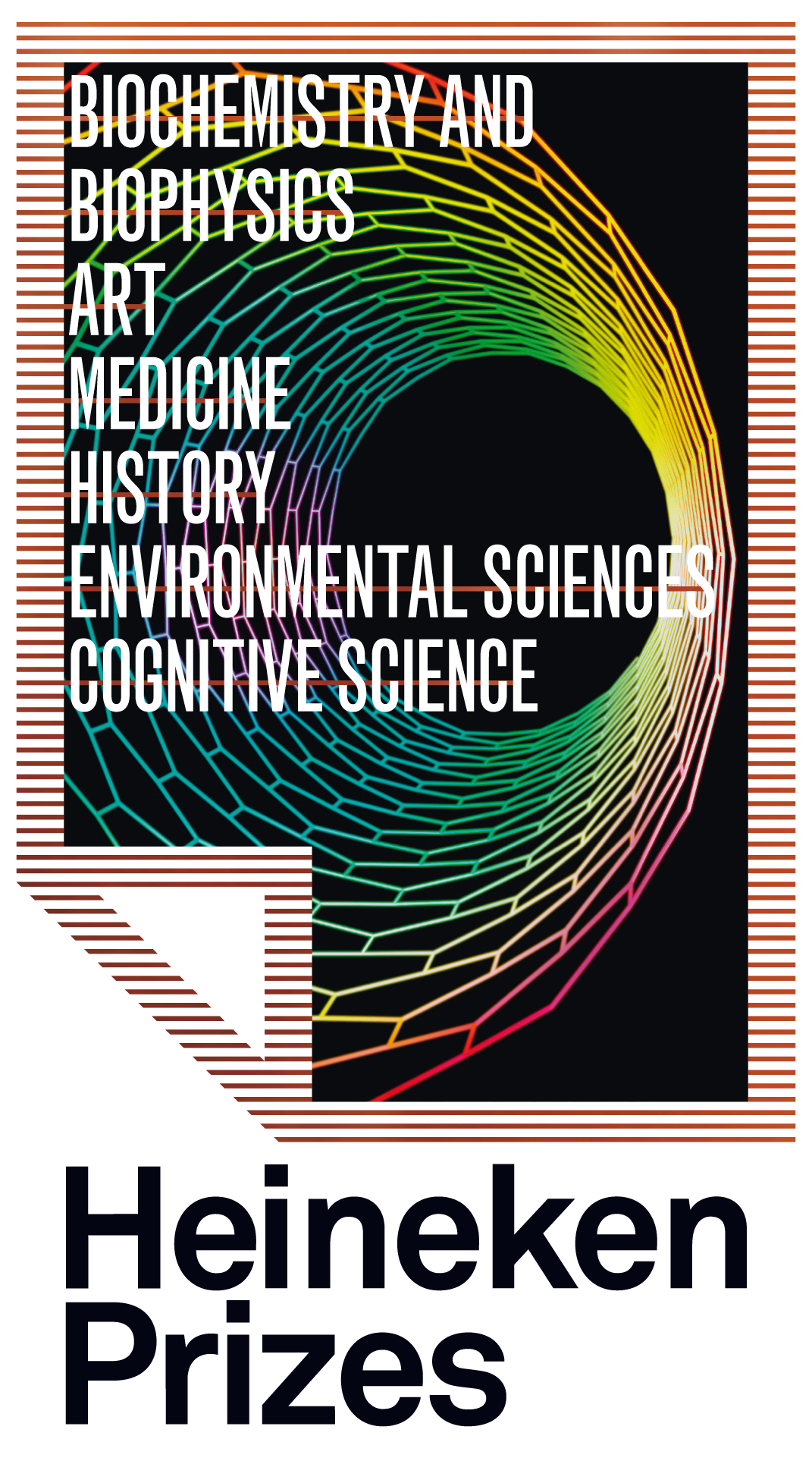
Dr. A.H. Heinekenprijzen

De Heinekenprijzen zijn zes prijzen voor wetenschappelijke en artistieke prestaties die sinds de jaren 1960 ingesteld zijn door Alfred Heineken en iedere twee jaar worden uitgereikt. De prijzen zijn vernoemd naar Alfred H. Heineken, de voormalige bestuursvoorzitter van Heineken N.V. en diens vader Henry P. Heineken.

## Organisatie
Er zijn vijf wetenschapsprijzen van elk $ 200.000:
De Dr. H.P. Heineken Prijs voor Biochemie en Biofysica, de Dr. A.H. Heineken Prijs voor respectievelijk Historische Wetenschap, Medicijnen en Milieuwetenschappen en de C.L. de Carvalho-Heinekenprijs voor Cognitiewetenschap.
Sinds 1988 wordt er ook een Dr. A.H. Heineken Prijs voor de Kunst (€ 100.000, waarvan € 50.000 bestemd is voor een publicatie) uitgereikt aan een Nederlandse kunstenaar.
Het systeem van de vaststelling van de winnaars is vergelijkbaar met de manier waarop winnaars van de Nobelprijzen worden gekozen. Wetenschappers van over de hele wereld kunnen collega's voordragen voor de Heineken Prijzen. Een onafhankelijke jury van wetenschappers, leden van de Koninklijke Nederlandse Akademie van Wetenschappen (KNAW), koos tot 2022 uit de voordrachten de prijswinnaars. 
De uitreiking van de Heineken prijzen vond elk even jaar plaats in de Beurs van Berlage in Amsterdam tijdens een bijzondere zitting van de KNAW. In 2002, 2004, 2006, 2008, 2010 en 2012 werden de prijzen uitgereikt door de Prins van Oranje. In 2023 verbrak de KNAW de banden met de Heinekenprijzen.
De geldbedragen die verbonden zijn aan de Heineken prijzen worden ter beschikking gesteld door de Stichting Alfred Heineken Fondsen en de dr. H.P. Heineken Stichting. Voorzitter van het bestuur van de stichtingen is mevrouw Charlene L. de Carvalho-Heineken, dochter van Alfred Heineken.

### Heineken Young Scientists Award
In 2010 werden de Heineken Young Scientists Awards aan de Heinekenprijzen voor Wetenschap en Kunst toegevoegd. Dit zijn aanmoedigingsprijzen voor jonge, getalenteerde onderzoekers in dezelfde wetenschapsgebieden als de Heinekenprijzen en worden tijdens dezelfde plechtigheid uitgereikt.

### Holland on the hill
Naast deze wetenschappelijke prijzen reikt Heineken sinds 2014 ook prijzen uit voor innovatieve bedrijven die de relatie tussen Nederland en de Verenigde Staten versterken, tijdens het programma Holland on the hill.

## Lijst van winnaars

### Dr. H.P. Heinekenprijs voor Biochemie en Biofysica
- 2024: Reudi Aebersold en Matthias Mann
- 2022: Carolyn Bertozzi
- 2020: Bruce Stillman
- 2018: Xiaowei Zhuang
- 2016: Jennifer Doudna
- 2014: Christopher Dobson
- 2012: Titia de Lange
- 2010: Franz-Ulrich Hartl
- 2008: Jack W. Szostak
- 2006: Alec J. Jeffreys
- 2004: Andrew Z. Fire
- 2002: Roger Y. Tsien
- 2000: James Rothman
- 1998: Anthony J. Pawson
- 1996: Paul M. Nurse
- 1994: Michael J. Berridge
- 1992: Piet Borst
- 1990: Philip Leder
- 1988: Thomas R. Cech
- 1985: Bela Julesz (1928-2003) en Werner E. Reichardt
- 1982: Charles Weissmann
- 1979: Aaron Klug
- 1976: Laurens L.M. van Deenen
- 1973: Christian de Duve
- 1970: Britton Chance
- 1967: Jean Brachet
- 1964: Erwin Chargaff

### Dr. A.H. Heinekenprijs voor de Kunst
- 2022: Remy Jungerman
- 2020: Ansuya Blom
- 2018: Erik van Lieshout
- 2016: Yvonne Dröge Wendel
- 2014: Wendelien van Oldenborgh
- 2012: Peter Struycken
- 2010: Mark Manders
- 2008: Barbara Visser
- 2006: Job Koelewijn
- 2004: Daan van Golden
- 2002: Aernout Mik
- 2000: Guido Geelen
- 1998: Jan van de Pavert
- 1996: Karel Martens
- 1994: Matthijs Röling
- 1992: Carel Visser
- 1990: Marrie Bot
- 1988: Toon Verhoef

### Dr. A.H. Heinekenprijs voor de Geneeskunde
- 2022: Visha Dixit
- 2020: Karl Deisseroth
- 2018: Peter Carmeliet
- 2016: Stephen Jackson
- 2014: Kari Alitalo
- 2012: Hans Clevers
- 2010: Ralph Steinman
- 2008: Richard Peto
- 2006: Mary-Claire King
- 2004: Elizabeth H. Blackburn
- 2002: Dennis J. Selkoe
- 2000: Eric R. Kandel
- 1998: Barry J. Marshall
- 1996: David de Wied
- 1994: Luc Montagnier
- 1992: Salvador Moncada
- 1990: Jon van Rood
- 1989: Paul C. Lauterbur

### Dr. A.H. Heinekenprijs voor de Milieuwetenschappen
- 2022: Carl Folke
- 2020: Corinne Le Quéré
- 2018: Paul Hebert
- 2016: Georgina Mace
- 2014: Jaap Sinninghe Damsté
- 2012: William Laurance
- 2010: David Tilman
- 2008: Bert Brunekreef
- 2006: Stuart L. Pimm
- 2004: Simon A. Levin
- 2002: Lonnie G. Thompson
- 2000: Poul Harremoës
- 1998: Paul R. Ehrlich
- 1996: Herman Daly
- 1994: BirdLife International (Colin J. Bibby)
- 1992: Marko Branica
- 1990: James E. Lovelock

### Dr. A.H. Heinekenprijs voor de Historische Wetenschap
- 2022: Sunil Amrith
- 2020: Lorraine Daston
- 2018: John R. McNeill
- 2016: Judith Herrin
- 2014: Aleida Assmann
- 2012: Noel Geoffrey Parker
- 2010: Rosamond McKitterick
- 2008: Jonathan Israel
- 2006: Joel Mokyr
- 2004: Jacques Le Goff
- 2002: Heinz Schilling
- 2000: Jan de Vries
- 1998: Mona Ozouf
- 1996: Heiko A. Oberman
- 1994: Peter R.L. Brown
- 1992: Herman van der Wee
- 1990: Peter Gay

### C.L. de Carvalho-Heinekenprijs voor de Cognitieve Wetenschappen
Deze prijs werd tot 2014 de Dr. A.H. Heinekenprijs voor de Cognitieve Wetenschappen genoemd.
- 2022: Kia Nobre
- 2020: Robert Zatorre
- 2018: Nancy Kanwisher
- 2016: Elizabeth Spelke
- 2014: James McClelland
- 2012: John Duncan
- 2010: Michael Tomasello
- 2008: Stanislas Dehaene
- 2006: John R. Anderson

## Latere Nobelprijswinnaars
De Heineken Prijzen worden gerekend tot de meest prestigieuze internationale wetenschapsprijzen in de wereld. Dertien winnaars van Heineken Prijzen voor Medicijnen en Biochemie en Biofysica hebben later ook een Nobelprijs gekregen:
- Christian de Duve
  - Dr. H.P. Heinekenprijs voor Biochemie en Biofysica 1973
  - Nobelprijs voor Fysiologie of Geneeskunde 1974
- Aaron Klug
  - Dr. H.P. Heinekenprijs voor Biochemie en Biofysica 1979
  - Nobelprijs voor Scheikunde in 1982
- Thomas Cech
  - Dr. H.P. Heinekenprijs voor Biochemie and Biofysica 1988
  - Nobelprijs voor Scheikunde 1989
- Paul C. Lauterbur
  - Dr. A.H. Heinekenprijs voor Medicijnen in 1989
  - Nobelprijs voor Fysiologie of Geneeskunde in 2003
- Paul Nurse
  - Dr. H.P. Heinekenprijs voor Biochemie en Biofysica in 1996
  - Nobelprijs voor Fysiologie of Geneeskunde in 2001
- Barry J. Marshall
  - Dr. A.H. Heinekenprijs voor Medicijnen in 1998
  - Nobelprijs voor Fysiologie of Geneeskunde in 2005
- Eric R. Kandel
  - Dr. A.H. Heinekenprijs voor Medicijnen in 2000
  - Nobelprijs voor Fysiologie of Geneeskunde 2000
- Andrew Z. Fire
  - Dr. H.P. Heinekenprijs voor Biochemie en Biofysica in 2004
  - Nobelprijs voor Fysiologie of Geneeskunde in 2006
- Jack W. Szostak
  - Dr. H.P. Heinekenprijs voor Biochemie en Biofysica in 2008
  - Nobelprijs voor Fysiologie of Geneeskunde in 2009
- Ralph M. Steinman
  - Dr. A.H. Heinekenprijs voor Medicijnen in 2010
  - Nobelprijs voor Fysiologie of Geneeskunde in 2011
- James Rothman
  - Dr. H.P. Heinekenprijs voor Biochemie en Biofysica in 2000
  - Nobelprijs voor Fysiologie of Geneeskunde in 2013
- Jennifer Doudna
  - Dr. H.P. Heinekenprijs voor Biochemie en Biofysica in 2016
  - Nobelprijs voor Scheikunde in 2020
- Carolyn Bertozzi
  - Dr. H.P. Heinekenprijs voor Biochemie en Biofysica in 2022
  - Nobelprijs voor Scheikunde in 2022